# James F. Kurose
James F. Kurose, genannt Jim Kurose, (* 13. September 1956 in Greenwich, Connecticut) ist ein US-amerikanischer Informatiker, der sich mit Computer-Netzwerken befasst.
Kurose studierte Physik an der Wesleyan University mit dem Bachelor-Abschluss 1978 und dem Master-Abschluss (M.S.) 1980 (sowie einem M. Phil. Abschluss 1982) und wurde 1984 in Informatik an der Columbia University promoviert. Er ist Professor für Informatik an der University of Massachusetts at Amherst. Dort war er Vorstand der Fakultät für Informatik sowie Gastwissenschaftler bei IBM, dem Eurecom Institut der INRIA, der Universität Paris und den Technicolor Forschungslaboratorien in Frankreich.
1997 wurde er IEEE Fellow für Beiträge zum Entwurf von Kommunikationsprotokollen für Echtzeit-Systeme und 2002 Fellow der Association for Computing Machinery für Beiträge zum Entwurf und zur Analyse von Netzwerkprotokollen und seiner technischen Führungsrolle auf diesem Gebiet. Kurose erhielt den Outstanding Investigator Award der DARPA. Er war Herausgeber der IEEE Transactions on Communications und war einer der Gründer der IEEE/ACM Transactions on Networking.
Er schrieb ein verbreitetes Lehrbuch über Computer-Netzwerke mit Keith W. Ross. Unter anderem dafür (und für andere pädagogische Leistungen, für die er mehrfach ausgezeichnet wurde), erhielt er 2001 den Taylor Booth Award der IEEE Computer Society. Mit Joseph Goldstein (Dekan der Ingenieurwissenschaften an der UMass) war er Gründer einer Initiative, die Informatik-Ausbildung an den höheren Schulen in Massachusetts zu verbessern (Commonwealth Information Technology Initiative, CITI).
2020 wurde Kurose in die National Academy of Engineering gewählt.

## Schriften
- mit Keith W. Ross Computer Networking – a top down approach featuring the Internet, 6. Auflage, Pearson 2012, deutsche Ausgabe Computer-Netzwerke: der Top Down Ansatz, Pearson Studium, 4. Auflage 2008, ISBN 3827373301